# Tri Kusharyanto
Tri Kusharyanto (född 18 januari 1974) är en indonesisk idrottare som tog silver i badminton tillsammans med Minarti Timur vid olympiska sommarspelen 2000 i Sydney.